# 베를린 스테이션
《베를린 스테이션》(Berlin Station)은 2016년 10월 16일부터 2019년 2월 17일까지 에픽스에서 방영된 텔레비전 드라마이다.

## 출연
- 리처드 아미티지
- 리스 이반스
- 릴런드 오서
- 미셸 포브스
- 리처드 젱킨스
- 탬린 토미타
- 존 도먼
- 키키 파머
- 애슐리 저드
- 이스마엘 크루스 코르도바